# Liste d'entreprises serbes
Cet article présente une liste d'entreprises serbes, notamment celles qui entrent et sont entrées dans la composition du BELEX15 et du BELEXline, les deux principaux indices de la bourse de Belgrade.

## Agriculture, agroalimentaire, boissons, tabac
| Entreprise               | Siège                     | Branche                                            | Statut                           | Symbole boursier   | Création | Commentaire |
| ------------------------ | ------------------------- | -------------------------------------------------- | -------------------------------- | ------------------ | -------- | --- |
| Agrobačka                | Bačka Topola              | Céréales, semences                                 | Société par actions              | AGBC               | 1956     | Entreprise du BELEXline |
| Agrocoop Novi Sad        | Novi Sad                  | Graines, semences, alimentation animale            | Faillite en 2011                 | Ancien code : AGRC | 1998     | Ancienne entreprise du BELEXline                                                                                             |
| Alltech Serbia           | Senta                     | Levure                                             | Société par actions              | ALTES              | 1978     | Ancienne entreprise du BELEXline Rachetée par Alltech Inc.                                                                   |
| Apatinska pivara         | Apatin                    | Brasserie                                          | Filiale ?                        | Ancien code : APTP | 1756     | Ancienne entreprise du BELEXline Rachetée par Molson Coors                                                                   |
| Bačka fabrika šećera     | Vrbas                     | Sucre                                              | ?                                | BACV               | 1969     | Ancienne entreprise du BELEXline                                                                                             |
| Bambi Banat              | Belgrade                  | Biscuiterie                                        | Société par actions              | BMBI               | 1967     | Entreprise du BELEXline |
| Banini                   | Kikinda                   | Biscuiterie                                        | Société par actions              | BNNI               | 1985     | Entreprise du BELEXline |
| BB Minaqua               | Novi Sad                  | Boissons non alcoolisées                           | ?                                | BBMN               | 1989     | Ancienne entreprise du BELEXline                                                                                             |
| BIP                      | Belgrade                  | Bière et boissons non alcoolisées, levure de bière | Société par actions              | BIPB               | 1839     | Ancienne entreprise du BELEXline                                                                                             |
| Carnex                   | Vrbas                     | Boucherie, charcuterie                             | ?                                | CRNX               | 1969     | Ancienne entreprise du BELEXline                                                                                             |
| Centroprom               | Belgrade                  | Fruits et légumes congelés                         | Société par actions              | CNPR               | 1930     | |
| Centroproizvod           | Belgrade                  | Condiments, plats préparés                         | Filiale ?                        | CNTPR              | 1976     | Ancienne entreprise du BELEXline Rachetée par Nestlé en 2011                                                                 |
| Coca Cola HBC-Srbija     | Belgrade                  | Boissons non alcoolisées                           | Filiale ?                        | CCHS               | 1997     | Ancienne entreprise du BELEXline Filiale de Coca-Cola Hellenic Bottling Company                                              |
| Čoka duvanska industrija | Čoka                      | Tabac                                              | Société par actions              | COKA               | 1998     | Ancienne entreprise du BELEXline                                                                                             |
| Crvenka fabrika šećera   | Crvenka                   | Sucre                                              | Société par actions              | CRFS               | 1911     | Ancienne entreprise du BELEXline                                                                                             |
| Dijamant                 | Zrenjanin                 | Huiles et graisses végétales, condiments           | Société par actions              | DJMN               | 1938     | Ancienne entreprise du BELEXline                                                                                             |
| Dunavka                  | Veliko Gradište           | Huiles alimentaires                                | Faillite en 2012                 | DNVK               | 1938     | Ancienne entreprise du BELEXline                                                                                             |
| Fidelinka                | Subotica                  | Farine, pâtes alimentaires                         | Faillite en 2010                 | FIDL               | 1947     | Ancienne entreprise du BELEXline                                                                                             |
| Imlek                    | Belgrade                  | Produits laitiers                                  | Société par actions              | IMLK               | 1991     | Entreprise du BELEX15 et du BELEXline                                                                                        |
| Jaffa Crvenka            | Crvenka                   | Biscuiterie                                        | Société à responsabilité limitée | Ancien code : JAFA | 1976     | Ancienne société par actions, ancienne entreprise du BELEXline                                                               |
| Knjaz Miloš              | Aranđelovac               | Boissons non alcoolisées, dont de l'eau minérale   | ?                                | KNJZ               | 1811     | |
| Mlekara Subotica         | Subotica                  | Produits laitiers                                  | Société par actions              | MLSU               | 1955     | Ancienne entreprise du BELEXline                                                                                             |
| Navip                    | Belgrade-Zemun            | Vins et spiritueux                                 | ?                                | NAVP               | 1944     | Ancienne entreprise du BELEXline                                                                                             |
| Neoplanta                | Novi Sad                  | Charcuterie, viande, plats cuisinés                | Société par actions              | NEOP               | 1885     | Ancienne entreprise du BELEXline                                                                                             |
| Niška mlekara            | Niš                       | Produits laitiers                                  | Société par actions              | MLNI               | 1957     | Ancienne entreprise du BELEXline                                                                                             |
| Philip Morris Operations | Niš                       | Tabac                                              | Société par actions              | DINN               | 1889     | Autrefois connue sous le nom de DIN fabrika duvana Rachetée par Philip Morris International Ancienne entreprise du BELEXline |
| PKB Korporacija          | Padinska Skela - Belgrade | Agriculture (betteraves maïs, blé etc), élevage    | Société par actions              | PKBK               | 1945     | |
| Podunavlje               | Čelarevo                  | Blé, semences                                      | Société par actions              | PDCL               | 1998     | |
| Ravnica                  | Bajmok                    | Agriculture et élevage                             | Société par actions              | RVNC               | 2000     | Ancienne entreprise du BELEXline                                                                                             |
| Šajkaška fabrika šećera  | Žabalj                    | Sucre                                              | Société par actions              | SJKS               | 1976     | Ancienne entreprise du BELEXline                                                                                             |
| Soja protein             | Bečej                     | Produits à base de soja                            | Société par actions              | SJPT               | 1977     | Entreprise du BELEX15 et du BELEXline                                                                                        |
| Sunce                    | Sombor                    | Huiles et graisses végétales                       | Société par actions              | SNCE               | 1972     | Ancienne entreprise du BELEXline                                                                                             |
| TE-TO                    | Senta                     | Sucre et dérivés                                   | Société par actions              | TETO               | 1961     | Entreprise du BELEXline |
| Vino župa                | Aleksandrovac             | Vins, alcools, boissons non alcoolisées            | Société par actions              | VINZ               | 1956     | Ancienne entreprise du BELEXline                                                                                             |
| Vital                    | Vrbas                     | Huiles et graisses végétales, condiments           | Société par actions              | VITL               | 1978     | Entreprise du BELEXline |
| Voda Vrnjci              | Vrnjačka Banja            | Boissons non alcoolisées, dont de l'eau minérale   | Société par actions              | VDAV               | 1970     | Entreprise du BELEXline |
| Vršački vinogradi        | Vršac                     | Vins et spiritueux                                 | Société par actions              | VRVI               | 1880     | Ancienne entreprise du BELEXline                                                                                             |
| Žitopek                  | Niš                       | Boulangerie, pâtisserie                            | Société par actions              | ZTPK               | 1947     | Ancienne entreprise du BELEXline                                                                                             |

## Industries extractives, énergie, eau, gestion des déchets et dépollution
| Entreprise                     | Siège    | Branche                                                | Statut                           | Symbole boursier   | Création | Commentaire                                                                       |
| ------------------------------ | -------- | ------------------------------------------------------ | -------------------------------- | ------------------ | -------- | --------------------------------------------------------------------------------- |
| Elektroprivreda Srbije         | Novi Sad | Énergie, mines de charbon                              | Entreprise publique              |                    | 2005     |                                                                                   |
| Inos sinma                     | Sevojno  | Recyclage des métaux ferreux et des métaux non ferreux | Société par actions              | INOS               | 1951     |                                                                                   |
| NIS (Naftna industrija Srbije) | Novi Sad | Compagnie pétrolière                                   | Société par actions              | NIIS               | 1991     | Entreprise du BELEX15 et du BELEXline Majorité du capital détenu par Gazprom Neft |
| RTB Bor                        | Bor      | Cuivre, or, argent                                     | Entreprise publique              |                    | 1988     |                                                                                   |
| Rudnik d.o.o.                  | Rudnik   | Plomb, zinc, cuivre, argent                            | Société à responsabilité limitée | Ancien code : RUDN | 1950     | Ancienne entreprise du BELEXline                                                  |

## Fabrication d'équipements, de matériels et de machines, électronique
| Entreprise                             | Siège               | Branche | Statut                           | Symbole boursier   | Création | Commentaire                                                        |
| -------------------------------------- | ------------------- | --- | -------------------------------- | ------------------ | -------- | ------------------------------------------------------------------ |
| Alfa plam                              | Vranje              | Appareils de chauffage | Société par actions              | ALFA               | 1948     | Entreprise du BELEX15 et du BELEXline                              |
| ATB Sever                              | Subotica            | Moteurs électriques, générateurs | Société à responsabilité limitée | Ancien code : ATBS | 1923     | Fait partie du groupe ATB Austria Ancienne entreprise du BELEXline |
| Energomontaža                          | Belgrade            | Lignes à haute tension, postes électriques, câbles optiques, constructions et équipements métalliques                                        | Société par actions              | EGMN               | 1958     | Entreprise du BELEXline                                            |
| Goša FOM                               | Smederevska Palanka | Machines, équipements pour la métallurgie, l'industrie minière, le BTP                                                                       | Société par actions              | GFOM               | 1923     | Ancienne entreprise du BELEXline                                   |
| Goša montaža                           | Velika Plana        | Équipements pour les centrales thermiques ou hydroélectriques, etc.                                                                          | Société par actions              | GMON               | 1923     | Entreprise du BELEX15 et du BELEXline                              |
| Industrija kotrljajućih ležaja Beograd | Belgrade-Barajevo   | Industrie manufacturière | Faillite en 2010                 | Ancien code : IKLB | 1948     | Ancienne entreprise du BELEXline                                   |
| Iritel                                 | Belgrade            | Systèmes de transmission, commutateurs téléphoniques, systèmes de communication radio, systèmes d'alimentation électrique, microélectronique | Société par actions              | IRTL               | 1967     | Ancienne entreprise du BELEXline                                   |
| Metalac                                | Gornji Milanovac    | Petit matériel pour la cuisine et la maison                                                                                                  | Société par actions              | MTLC               | 1959     | Entreprise du BELEX15 et du BELEXline                              |
| Pobeda holding                         | Petrovaradin        | Machines et équipements industriels | Société par actions              | POBH               | 1949     | Ancienne entreprise du BELEXline                                   |
| Projektomontaža                        | Belgrade            | Installations thermo-techniques, hydro-techniques et électriques ; canalisations                                                             | Société par actions              | PRJM               | 1966     | Ancienne entreprise du BELEXline                                   |
| Pupin Telecom                          | Belgrade-Zemun      | Équipements électroniques, principalement dans le domaine des télécommunications                                                             | Société par actions              | PTLK               | 1947     | Ancienne entreprise du BELEXline                                   |
| Radijator                              | Zrenjanin           | Appareils de chauffage | Appareils de chauffages          | RDJZ               | 1932     | Entreprise du BELEXline                                            |
| Telefonkabl                            | Belgrade            | Câbles optiques, boîtiers de connexion, séparateurs optiques, systèmes de vidéo-surveillance, alarmes                                        | Société par actions              | TLKB               | 1954     | Ancienne entreprise du BELEXline                                   |
| Zavarivač                              | Vranje              | Appareils de chauffage, équipement industriels pour l'industrie agroalimentaire ou la pétrochimie                                            | Société par actions              | ZVRV               | 1970     | Ancienne entreprise du BELEXline                                   |

## Autres entreprises manufacturières (métallurgie, automobile, textile, etc.)
| Entreprise            | Siège           | Branche                                                                                  | Statut                           | Symbole boursier    | Création | Commentaire                                         |
| --------------------- | --------------- | ---------------------------------------------------------------------------------------- | -------------------------------- | ------------------- | -------- | --------------------------------------------------- |
| Avala Ada             | Belgrade        | Emballages                                                                               | Société par actions              | AADA                | 1946     | Ancienne entreprise du BELEXline                    |
| Dunav                 | Belgrade-Grocka | Textile (fils synthétiques)                                                              | Société par actions              | DNVG                | 1960     | Ancienne entreprise du BELEXline                    |
| Ikarbus               | Belgrade        | Construction d'autobus                                                                   | Société par actions              | IKRB                | 1923     | Ancienne entreprise du BELEXline                    |
| Impol Seval           | Sevojno         | Aluminium (feuilles, plaques, tubes, tôles ondulées)                                     | Société par actions              | IMPL                | 1974     | Entreprise du BELEXline                             |
| Ruma fabrika kože     | Ruma            | Cuir                                                                                     | Société par actions              | RUMA                | 1936     |                                                     |
| Sintelon              | Bačka Palanka   | Revêtements pour le sol (tapis, moquette, linoleum, mélaminé, parquet)                   | Société à responsabilité limitée | Ancien code : SNTLM | 1884     | Ancienne entreprise du BELEXline                    |
| Sinter                | Užice           | Poudres métalliques à base de bronze, de zinc, d'étain, de laiton, de plomb et de cuivre | Société par actions              | SINTU               | 1961     |                                                     |
| Tarkett Bačka Palanka | Bačka Palanka   | Revêtements pour le sol                                                                  | Société à responsabilité limitée |                     | 2002     | Filiale du groupe Tarkett                           |
| Umka d.o.o.           | Belgrade-Umka   | Papier et carton                                                                         | Société à responsabilité limitée | Ancien code : UMKA  | 1939     | Ancienne entreprise du BELEXline                    |
| Utva silosi           | Kovin           | Plaques et tubes en acier, silos                                                         | Société par actions              | UTSI                | 1990     | Ancienne entreprise du BELEXline                    |
| Valjaonica bakra      | Sevojno         | Pièces en cuivre                                                                         | Société par actions              | VBSE                | 1952     | Entreprise du BELEXline                             |
| Zastava Auto          | Kragujevac      | Automobiles                                                                              | Société par actions              | ZAKG                | 1953     | Filiale de Zastava                                  |
| Zastava Kamioni       | Kragujevac      | Construction de camions                                                                  | ?                                |                     |          | Filiale de Zastava                                  |
| Zastava tapacirnica   | Kragujevac      | Pièces et accessoires pour les automobiles                                               | Société par actions              | ZTPC                | 1991     | Filiale de Zastava Ancienne entreprise du BELEXline |

## Chimie et dérivés
| Entreprise                  | Siège            | Branche                                                           | Statut              | Symbole boursier | Création | Commentaire                                                           |
| --------------------------- | ---------------- | ----------------------------------------------------------------- | ------------------- | ---------------- | -------- | --------------------------------------------------------------------- |
| Albus                       | Novi Sad         | Savons, détergents                                                | Société par actions | ALBS             | 1871     | Entreprise du BELEXline                                               |
| Galenika                    | Belgrade         | Industrie pharmaceutique                                          | Société par actions |                  | 1945     | État serbe majoritaire dans le capital                                |
| Galenika Fitofarmacija      | Belgrade-Zemun   | Herbicides, insecticides, fongicides, rodenticides                | Société par actions | FITO             | 1955     | Entreprise du BELEX15 et du BELEXline                                 |
| Jugohemija                  | Belgrade         | Industrie pharmaceutique                                          | Société par actions | JGHM             | 1952     | Ancienne entreprise du BELEXline                                      |
| Jugoremedija                | Zrenjanin        | Industrie pharmaceutique                                          | Faillite en 2012    | JGRM             | 1961     | Ancienne entreprise du BELEXline                                      |
| Kotroman                    | Mokra Gora       | Papier, carton, matériaux en PVC, peinture, vernis                | Société par actions | KOTR             |          | Fait partie du groupe SHTS                                            |
| Messer Tehnogas             | Belgrade         | Gaz pour la médecine et pour l'industrie                          | Société par actions | TGAS             | 1997     | Entreprise du BELEX15 et du BELEXline                                 |
| Rafinerija Nafte Beograd    | Belgrade         | Lubrifiants, produits anti-corrosifs dérivés du pétrole           | Société par actions | RFNF             | 1934     | Ancienne entreprise du BELEXline                                      |
| Tigar                       | Pirot            | Pneumatiques, chaussures en caoutchouc, peintures, vernis, colles | Société par actions | TIGR             | 1935     | Entreprise du BELEXline Ancienne entreprise du BELEX15                |
| Velefarm                    | Belgrade         | Industrie pharmaceutique                                          | Faillite en 2012    | VLFR             | 1979     | Ancienne entreprise du BELEXline                                      |
| Veterinarski zavod Subotica | Subotica         | Produits vétérinaires, pesticides                                 | Société par actions | VZAS             | 1921     | Entreprise du BELEXline Ancienne entreprise du BELEX15                |
| Veterinarski zavod Zemun    | Belgrade-Zemun   | Produits vétérinaires                                             | Société par actions | VETZ             | 1938     | Ancienne entreprise du BELEXline                                      |
| Zdravlje                    | Leskovac         | Industrie pharmaceutique                                          | Société par action  | ZDRV             | 1953     | A été rachetée par le groupe Actavis Ancienne entreprise du BELEXline |
| Zvezda-Helios               | Gornji Milanovac | Peintures et vernis                                               | Société par action  | ZVHE             | 1953     | Ancienne entreprise du BELEXline                                      |

## Construction et entreprises associées (matériaux, ingénierie, conseil)
| Entreprise                  | Siège      | Branche | Statut                           | Symbole boursier | Création | Commentaire                                                       |
| --------------------------- | ---------- | --- | -------------------------------- | ---------------- | -------- | ----------------------------------------------------------------- |
| Alas holding                | Novi Sad   | Céramique, tuiles en céramique                                                                             | Société par actions              | ZONE             | 1977     | Ancienne entreprise du BELEXline                                  |
| Energoprojekt Entel         | Belgrade   | Études et conseil dans le secteur de l'énergie                                                             | Société par actions              | EPEN             | 1989     | Entreprise du BELEXline Filiale de Energoprojekt holding          |
| Energoprojekt Niskogradnja  | Belgrade   | Systèmes hydroélectriques, systèmes d'irrigation et d'alimentation en eau, structures souterraines, routes | Société par actions              | EPNS             | 1989     | Ancienne entreprise du BELEXline Filiale de Energoprojekt holding |
| Energoprojekt Visokogradnja | Belgrade   | Centres commerciaux, immeubles résidentiels, installations industrielles                                   | Société par action               | EPVI             | 1951     | Ancienne entreprise du BELEXline Filiale de Energoprojekt holding |
| Jedinstvo                   | Sevojno    | Centrales thermiques et hydrauliques                                                                       | Société par actions              | JESV             | 1947     | Entreprise du BELEX15 et du BELEXline                             |
| Kopaonik                    | Belgrade   | Métal, bois, isolants, ciment, béton, briques                                                              | Société par actions              | KOPB             | 1946     | Entreprise du BELEXline                                           |
| Lafarge Beočin              | Beočin     | Ciment | Société à responsabilité limitée | LBFC             | 1952     | Filiale du groupe Lafarge                                         |
| Montinvest                  | Belgrade   | Conseil, ingénierie, conception, construction, montage et maintenance                                      | Société par actions              | MOIN             | 1961     | Entreprise du BELEXline                                           |
| Napred GP                   | Belgrade   | Conception, construction et reconstruction d'immeubles commerciaux ou résidentiels                         | Société par actions              | NPRD             | 1948     | Ancienne entreprise du BELEXline                                  |
| Napred Razvoj               | Belgrade   | Conception, conseil, supervision                                                                           | Société par actions              | NPRZ             | 2011     | Filiale de Napred GP Beograd Ancienne entreprise du BELEXline     |
| Niskogradnja Niš            | Niš        | Construction, réfection et entretien de la voirie                                                          | Société par actions              | NSKN             | 1957     | Ancienne entreprise du BELEXline                                  |
| Planum GP                   | Belgrade   | Autoroutes, routes, aéroports voies ferrées                                                                | Société par actions              | PLNM             | 1948     | Entreprise du BELEXline                                           |
| Putevi                      | Užice      | Ponts, tunnels, aéroports, stades                                                                          | Société par actions              | PUUE             | 1962     | Ancienne entreprise du BELEXline                                  |
| Ratko Mitrović              | Belgrade   | Construction de bâtiments divers                                                                           | Société par actions              | RMBG             | 1948     | Ancienne entreprise du BELEXline                                  |
| Sloga                       | Novi Pazar | Briques et tuiles                                                                                          | Société par actions              | SLNP             | 1963     | Ancienne entreprise du BELEXline                                  |
| Sremput                     | Ruma       | Routes, ponts, sable, gravier, asphalte, machines                                                          | Société par actions              | SPRU             | 1961     | Ancienne entreprise du BELEXline                                  |
| Termika                     | Belgrade   | Isolants thermiques, isolants phoniques                                                                    | Société par actions              | TRBG             | 1978     | Ancienne entreprise du BELEXline                                  |
| Vojvodinaput                | Subotica   | Routes, barrages, voies ferrées, asphalte, béton                                                           | Société par actions              | VOJP             | 1961     | Ancienne entreprise du BELEXline                                  |

## Commerce et tourisme
| Entreprise     | Siège      | Branche | Statut              | Symbole boursier   | Création | Commentaire                                                    |
| -------------- | ---------- | --- | ------------------- | ------------------ | -------- | -------------------------------------------------------------- |
| Angropromet    | Niš        | Distribution (alimentation, boissons, tabac)                                                                                      | ?                   | Ancien code : ANPN | 1947     | Ancienne entreprise du BELEXline                               |
| Arena motors   | Kragujevac | Distribution de véhicules automobiles                                                                                             | ?                   | ZSTV               | 2000     | Filiale du groupe Zastava Ancienne entreprise du BELEXline     |
| Beogradelektro | Belgrade   | Vente en gros d'équipements et d'appareils liés à l'industrie de l'énergie électrique, à l'électronique et aux télécommunications | ?                   | Ancien code : BGEL | 1945     | Ancienne entreprise du BELEXline                               |
| Centrotextil   | Belgrade   | Vente de vêtements et d'accessoires de mode                                                                                       | ?                   | Ancien code : CNTX | 1946     | Ancienne entreprise du BELEXline                               |
| Elektrotehna   | Niš        | Vente d'appareillages électriques et électroniques                                                                                | Société par actions | ELTN               | 1953     | Ancienne entreprise du BELEXline                               |
| Gradske pijace | Belgrade   | Gestion des marchés de Belgrade                                                                                                   | Entreprise publique |                    | ?        |                                                                |
| Jugocentar     | Belgrade   | Commerce de détail non spécialisé                                                                                                 | Société par actions | JGCN               | 1990     | Ancienne entreprise du BELEXline                               |
| Morava         | Jagodina   | Commerce de détail non spécialisé                                                                                                 | Société par actions | MRVJ               | 2003     | Ancienne entreprise du BELEXline                               |
| Novi Dom       | Belgrade   | Ameublement | Société par actions | NVDM               | 1998     | Ancienne entreprise du BELEXline                               |
| Pekabeta       | Belgrade   | Grande distribution (alimentation)                                                                                                | ?                   | PKBT               | 1967     | Fait partie du Delhaize Group Ancienne entreprise du BELEXline |
| Planinka       | Kuršumlija | Hôtellerie, eau minérale | Société par actions | PLNN               | 1964     | Entreprise du BELEXline                                        |
| Progres        | Belgrade   | Commerce de gros de combustibles solides, liquides et gazeux et de produits connexes                                              | Société par actions | PRGS               | 1952     | Entreprise du BELEXline                                        |
| Rade Končar    | Belgrade   | Entretien et réparation de véhicules à moteur                                                                                     | Société par actions | RDKN               | 1946     | Ancienne entreprise du BELEXline                               |
| Simpo          | Vranje     | Meubles, décoration | Société par actions | SMPO               | 1963     | Ancienne entreprise du BELEXline                               |
| Tehnohemija    | Belgrade   | Vente en gros de produits chimiques et de produits dérivés de la chimie                                                           | Société par actions | THHM               | 1951     |                                                                |
| Trgovina 22    | Kragujevac | Commerce de détail (habillement)                                                                                                  | Société par actions | DCMB               | 1949     | Ancienne entreprise du BELEXline                               |

## Transports et entreposage
| Entreprise            | Siège             | Branche                                                               | Statut              | Symbole boursier | Création | Commentaire                                         |
| --------------------- | ----------------- | --------------------------------------------------------------------- | ------------------- | ---------------- | -------- | --------------------------------------------------- |
| Aerodrom Nikola Tesla | Belgrade          | Transport aérien (aéroport)                                           | Société par actions | AERO             | 1961     | Entreprise du BELEX15 et du BELEXline               |
| Autoprevoz            | Čačak             | Transport public urbain et suburbain de passagers par bus et autocars | Société par actions | APCA             | 1949     | Ancienne entreprise du BELEXline                    |
| BAS                   | Belgrade          | Transport international de passagers par autocars                     | Société par actions | BASB             | 1966     | Ancienne entreprise du BELEXline                    |
| GSP Beograd           | Belgrade          | Transports publics de Belgrade                                        | Entreprise publique |                  | 1892     |                                                     |
| Interšped             | Subotica          | Transport de marchandises, logistique                                 | Société par actions | ITSP             | 1988     | Ancienne entreprise du BELEXline                    |
| Jat Airways           | Belgrade          | Compagnie aérienne                                                    | Entreprise publique |                  | 1946     |                                                     |
| Jugoprevoz            | Kruševac          | Transport urbain et suburbain de passagers par bus et autocars        | Société par actions | JGPK             | 1945     | Ancienne entreprise du BELEXline                    |
| Luka Dunav            | Pančevo           | Transport de marchandises, logistique                                 | Société par actions | LKDN             | 1947     | Activité portuaire Ancienne entreprise du BELEXline |
| Luka Leget            | Sremska Mitrovica | Transport de marchandises, logistique                                 | Société par actions | LKLG             | 1969     | Activité portuaire Ancienne entreprise du BELEXline |
| SP Lasta              | Belgrade          | Transport national et international par autocars                      | Société par actions | LSTA             | 1947     | Entreprise du BELEXline                             |
| Železnice Srbije      | Belgrade          | Compagnie nationale de chemin de fer                                  | Entreprise publique |                  | 1884     |                                                     |

## Édition, médias, secteur du divertissement
| Entreprise       | Siège    | Branche                                                 | Statut                           | Symbole boursier | Création | Commentaire                      |
| ---------------- | -------- | ------------------------------------------------------- | -------------------------------- | ---------------- | -------- | -------------------------------- |
| Avala Film       | Belgrade | Production cinématographique                            | ?                                |                  | 1945     |                                  |
| City Records     | Belgrade | Label de musique                                        | Société à responsabilité limitée |                  | 1997     | Fait partie du Pink Media Group  |
| Grand Production | Belgrade | Label de musique et société de production audiovisuelle | Société à responsabilité limitée |                  | 1998     |                                  |
| Košutnjak Film   | Belgrade | Production cinématographique                            | ?                                |                  | 2005     |                                  |
| Politika         | Belgrade | Presse, télévision                                      | Société par actions              | PLTK             | 1904     | Ancienne entreprise du BELEXline |

## Poste, télécommunications, informatique et systèmes d'information
| Entreprise     | Siège                 | Branche                                                          | Statut                           | Symbole boursier | Création | Commentaire                      |
| -------------- | --------------------- | ---------------------------------------------------------------- | -------------------------------- | ---------------- | -------- | -------------------------------- |
| Informatika    | Belgrade              | Informatique, systèmes d'information                             | Société par actions              | INFM             | 1976     | Ancienne entreprise du BELEXline |
| Pošta Srbije   | Belgrade              | Services postaux, courrier                                       | Entreprise publique              |                  | 1840     |                                  |
| Telefonija     | Belgrade              | Opérateur de téléphonie mobile et fournisseur d'accès à internet | Société par actions              | TLFN             | 1954     | Ancienne entreprise du BELEXline |
| Telenor Srbija | Belgrade-Novi Beograd | Opérateur de télécommunications                                  | Société à responsabilité limitée |                  | 1994     | Fait partie du groupe Telenor    |

## Activités financières et d'assurance
| Entreprise                   | Siège      | Branche                                                         | Statut              | Symbole boursier   | Création | Commentaire                                                                                 |
| ---------------------------- | ---------- | --------------------------------------------------------------- | ------------------- | ------------------ | -------- | ------------------------------------------------------------------------------------------- |
| Agrobanka                    | Belgrade   | Banque, intermédiaire financier                                 | Faillite en 2012    | Ancien code : AGBN | 1929     | Ancienne entreprise du BELEX15 et du BELEXline                                              |
| AIK banka                    | Niš        | Banque, intermédiaire financier                                 | Société par actions | AIKB               | 1976     | Entreprise du BELEX15 et du BELEXline                                                       |
| Alpha Bank Srbija            | Belgrade   | Banque, intermédiaire financier                                 | Société par actions | ABNK               | 1991     | Filiale du groupe Alpha Bank                                                                |
| AMS Osiguranje               | Belgrade   | Assurances                                                      | Société par actions | AMSO               | 1998     | Ancienne entreprise du BELEXline                                                            |
| Banca Intesa Beograd         | Belgrade   | Banque, intermédiaire financier                                 | Société par actions |                    | 1991     | Filiale du groupe Banca Intesa                                                              |
| Banka Poštanska štedionica   | Belgrade   | Banque, intermédiaire financier                                 | Société par actions | PSBN               | 1921     | Ancienne entreprise du BELEXline                                                            |
| Čačanska banka               | Čačak      | Banque, intermédiaire financier                                 | Société par actions | CCNB               | 1990     | Entreprise du BELEXline                                                                     |
| Crédit Agricole banka Srbija | Novi Sad   | Banque, intermédiaire financier                                 | Société par actions |                    |          | Filiale du groupe Crédit agricole                                                           |
| KBM banka                    | Kragujevac | Banque, intermédiaire financier                                 | Société par actions | CYBN               | 1991     | Entreprise du BELEXline La banque était autrefois connue sous le nom de Credy bandka.       |
| DDOR                         | Novi Sad   | Assurances                                                      | Société par actions | DDNS               | 1981     | Fait partie du groupe Unipol Ancienne entreprise du BELEXline                               |
| Delta Holding                | Belgrade   | Holding (agroalimentaire, immobilier, distribution, assurances) | Société par actions |                    | 1991     |                                                                                             |
| Dunav osiguranje             | Belgrade   | Assurances                                                      | Société par actions | DNOS               | 1963     | Entreprise du BELEXline                                                                     |
| Energoprojekt holding        | Belgrade   | Holding (construction)                                          | Société par actions | ENHL               | 1951     | Entreprise du BELEX15 et du BELEXline                                                       |
| Erste Bank Novi Sad          | Novi Sad   | Banque, intermédiaire financier                                 | Société par actions | NSBN01             | 1965     | Filiale du groupe Erste Bank                                                                |
| Eurobank                     | Belgrade   | Banque, intermédiaire financier                                 | Société par actions |                    | 2003     | Filiale du groupe Eurobank EFG                                                              |
| Findomestic banka Beograd    | Belgrade   | Banque, intermédiaire financier                                 | Société par actions |                    | 2006     | Filiale du groupe BNP Paribas                                                               |
| Globos osiguranje            | Belgrade   | Assurances                                                      | Société par actions | GLOS               | 1994     | Entreprise du BELEXline                                                                     |
| Hypo Alpe-Adria-Bank Beograd | Belgrade   | Banque et intermédiaire financier                               | Société par actions |                    |          | Filiale du groupe Hypo Group Alpe Adria                                                     |
| Jubmes banka                 | Belgrade   | Banque, intermédiaire financier                                 | Société par actions | JMBN               | 1979     | Entreprise du BELEXline Ancienne entreprise du BELEX15                                      |
| KBC Banka Beograd            | Belgrade   | Banque, intermédiaire financier                                 | Société par actions |                    |          | Filiale du groupe KBC                                                                       |
| Komercijalna banka           | Belgrade   | Banque, intermédiaire financier                                 | Société par actions | KMBN               | 1970     | Entreprise du BELEX15 et du BELEXline                                                       |
| Komgrap Beograd              | Belgrade   | Holding (construction)                                          | Société par actions | KMBG               | 1945     | Ancienne entreprise du BELEXline                                                            |
| Marfin Bank Beograd          | Belgrade   | Banque, intermédiaire financier                                 | Société par actions |                    | 2008     | Fait partie du groupe Marfin Popular Bank                                                   |
| NLB banka Beograd            | Belgrade   | Banque, intermédiaire financier                                 | Société par actions | NLCB               | 1991     | Fait partie du NLB Group                                                                    |
| Privredna banka              | Belgrade   | Banque, intermédiaire financier                                 | Société par actions | PRBN               | 1972     | Entreprise du BELEXline                                                                     |
| Razvojna banka Vojvodine     | Novi Sad   | Banque, intermédiaire financier                                 | Faillite en 2013    | Ancien code : MTBN | 1990     | Autrefois connue sous le nom de Metals banka Ancienne entreprise du BELEX15 et du BELEXline |
| Šumadija broker Kragujevac   | Kragujevac | Société de courtage                                             | Société par actions | SMDJ               | 2001     | Statut à vérifier (faillite ?)                                                              |
| Takovo osiguranje            | Kragujevac | Assurances                                                      | Société par actions | TKOSM              | 1992     | Ancienne entreprise du BELEXline                                                            |
| Univerzal banka              | Belgrade   | Banque, intermédiaire financier                                 | Société par actions | UNBN               | 1992     | Entreprise du BELEXline                                                                     |
| Zastava                      | Kragujevac | Holding (armement, automobile)                                  | Entreprise publique |                    | 1953     |                                                                                             |

## Autres services
| Entreprise                | Siège    | Branche                             | Statut              | Symbole boursier | Création | Commentaire             |
| ------------------------- | -------- | ----------------------------------- | ------------------- | ---------------- | -------- | ----------------------- |
| Institut za strane jezike | Belgrade | Enseignement des langues étrangères | Société par actions | INSJ             | 1953     | Entreprise du BELEXline |